# Shake Milton
Malik Benjamin "Shake" Milton (Geórgia, 26 de setembro de 1996) é um jogador norte-americano de basquete profissional que joga no Los Angeles Lakers da National Basketball Association (NBA).
Ele jogou basquete universitário na Universidade Metodista do Sul (SMU) de 2015 a 2018 e foi selecionado pelo Dallas Mavericks como a 54º escolha geral do draft da NBA de 2018 e então foi trocado para o Philadelphia 76ers na noite do draft.

## Carreira no ensino médio
Milton foi comandado pelo treinador Mark Vancuren na Owasso High School em Owasso, Oklahoma, ganhando o prêmio de Jogador do Ano de Oklahoma nas temporadas de 2013–14 e 2014–15.  
Ele teve médias de 29,7 pontos e 4,4 assistências em sua última temporada (2014-15) em seu caminho para ser nomeado Jogador do Ano de Tulsa e Jogador do Ano de Oklahoma.  
Ele se comprometeu com a Universidade Metodista Meridional, rejeitando as proposta da Universidade de Oklahoma e da Universidade de Indiana. 
| Nome | Cidade natal                                    | Escola             | Altura             | Peso           | Data                  |
| --- | ----------------------------------------------- | ------------------ | ------------------ | -------------- | --------------------- |
| Shake Milton PG/SG | Owasso, OK                                      | Owasso High School | 6 ft 4 in (1.93 m) | 190 lb (86 kg) | 15 de Outubro de 2014 |
| Shake Milton PG/SG | Recrutamento: Rivais: 247Sports: ESPN grade: 84 |                    |                    |                |                       |
| Classificação geral de novatos: Rivals: 66º \| 247sports: 92º \| ESPN: 79º |                                                 |                    |                    |                |                       |
| - Nota: Em muitos casos, Scout, Rivals, 247Sports e ESPN podem entrar em conflito em suas listas de altura e peso, nestes casos, a média foi obtida. As notas da ESPN estão em uma escala de 100 pontos. - Fonte: |                                                 |                    |                    |                |                       |

## Carreira universitária
Em seu primeiro ano em SMU, Milton jogou em 30 jogos (23 como titular) e teve médias de 10,5 pontos, 3,0 rebotes e 2,7 assistências, sendo eleito para a Equipe de Novatos da AAC.
Na temporada de 2016-17, ele foi titular em todos os 35 jogos e teve médias de 13,0 pontos, 4,5 assistências e 1,3 roubos de bola, sendo eleito para a Segunda-Equipe da AAC.
Na temporada de 2017-18, Milton jogou em 22 jogos e teve médias de 18,0 pontos, 4,7 rebotes, 4,4 assistências e 1,4 roubadas de bola antes de uma lesão na mão direita encerrar sua temporada. Ele foi nomeado para a Segunda-Equipe da AAC pela segunda temporada consecutiva.

## Carreira profissional

### Philadelphia 76ers (2018–2023)
Milton foi selecionado pelo Dallas Mavericks como a 54º escolha geral do draft da NBA de 2018. Ele foi posteriormente negociado com o Philadelphia 76ers em troca de Ray Spalding e Kostas Antetokounmpo. Em 26 de julho, Milton assinou um contrato de duas vias com Philadelphia, dividindo seu tempo de jogo entre os 76ers e o seu afiliado na G-League, Delaware Blue Coats.
Em 30 de novembro de 2018, Milton fez sua estreia na NBA contra o Washington Wizards registrando cinco pontos e duas assistências. Como um novato, Milton jogou em 20 jogos e teve médias de 4,4 pontos, 1,8 rebotes e 0,9 assistências em 13,4 minutos. Ele também teve médias de 24,9 pontos (4ª melhor na G-League), 5,2 assistências e 4,8 rebotes em 27 jogos no Blue Coats.
Antes do início da temporada de 2019-20, Milton assinou um contrato de quatro anos e US$ 4.9 milhões com os 76ers. Milton se machucou no início da temporada e perdeu tempo de jogo. Em 25 de janeiro de 2020, ele fez seu primeiro jogo como titular da carreira contra o Los Angeles Lakers e registrou sete pontos, três assistências e nove rebotes. No final daquele mês, em seu terceiro jogo como titular da carreira, ele estabeleceu novos recordes da carreira em assistências (6) e pontos (27) na derrota para o Atlanta Hawks. Em 1º de março de 2020, Milton marcou 39 pontos, o recorde de sua carreira, na derrota de 136-130 para o Los Angeles Clippers e empatou o recorde da NBA de mais cestas de três pontos consecutivos (13) em um período de três jogos. Milton iria ser titular em 24 jogos nessa temporada, registrando recordes de carreira em várias categorias estatísticas diferentes. 

### Minnesota Timberwolves (2023–2024)
Em 9 de julho de 2023, Milton assinou um contrato de 2 anos e US$10 milhões com o Minnesota Timberwolves. Em 8 de dezembro de 2023, Milton registrou 17 pontos, 1 assistência e 2 rebotes saindo do banco na vitória por 127–103 contra o Memphis Grizzlies.

### Detroit Pistons (2024)
Em 7 de fevereiro de 2024, Milton foi negociado, juntamente com Troy Brown Jr. e uma escolha de segunda rodada do draft de 2030, em troca de Monté Morris. Em 14 de fevereiro de 2024, Milton marcou 13 pontos, teve 2 assistências e 9 rebotes saindo do banco na derrota por 116–100 contra o Phoenix Suns. Em 1º de março, ele concordou com uma rescisão de contrato com os Pistons.

### New York Knicks (2024)
Em 5 de março de 2024, Milton assinou um contrato até o fim da temporada com o New York Knicks.

### Brooklyn Nets (2024–Presente)
Em 6 de julho de 2024, Milton foi trocado, juntamente com Bojan Bogdanović, Mamadi Diakite, quatro escolhas de primeira rodada, uma escolha de primeira rodada protegida entre as quatro primeiras e uma escolha de segunda rodada, para o Brooklyn Nets em troca de Mikal Bridges, Keita Bates-Diop e uma escolha de segunda rodada.

## Estatísticas da carreira

### NBA

#### Temporada regular
| Ano      | Equipe       | PJ  | PT | MPJ  | AP   | 3P   | LL    | RT  | AS  | BR | TO | PPJ  |
| -------- | ------------ | --- | -- | ---- | ---- | ---- | ----- | --- | --- | -- | -- | ---- |
| 2018–19  | Philadelphia | 20  | 0  | 13.4 | .391 | .318 | .714  | 1.8 | .9  | .4 | .4 | 4.4  |
| 2019–20  | Philadelphia | 40  | 24 | 20.1 | .484 | .430 | .785  | 2.2 | 2.6 | .5 | .2 | 9.4  |
| 2020–21  | Philadelphia | 60  | 4  | 23.2 | .450 | .350 | .830  | 2.3 | 3.1 | .6 | .3 | 13.0 |
| 2021–22  | Philadelphia | 55  | 6  | 21.4 | .429 | .323 | .836  | 2.6 | 2.5 | .5 | .3 | 8.2  |
| 2022–23  | Philadelphia | 76  | 11 | 20.6 | .479 | .378 | .853  | 2.5 | 3.2 | .3 | .2 | 8.4  |
| 2023–24  | Minnesota    | 38  | 0  | 12.9 | .400 | .264 | .818  | 1.3 | 1.3 | .4 | .1 | 4.7  |
| 2023–24  | Detroit      | 4   | 0  | 15.8 | .423 | .333 | .667  | 4.5 | 1.5 | .5 | .3 | 6.8  |
| 2023–24  | New York     | 6   | 0  | 4.6  | .444 | .500 | 1.000 | 1.0 | .7  | .2 | .0 | 1.8  |
| Carreira | Carreira     | 299 | 45 | 16.5 | .437 | .362 | .812  | 2.2 | 1.9 | .4 | .2 | 7.0  |

#### Playoffs
| Ano      | Equipe       | PJ | PT | MPJ  | AP   | 3P   | LL    | RT  | AS  | BR | TO | PPJ  |
| -------- | ------------ | -- | -- | ---- | ---- | ---- | ----- | --- | --- | -- | -- | ---- |
| 2020     | Philadelphia | 4  | 4  | 31.5 | .477 | .400 | .857  | 3.3 | 2.8 | .5 | .0 | 14.5 |
| 2021     | Philadelphia | 12 | 0  | 10.1 | .319 | .421 | .933  | .8  | .8  | .3 | .1 | 4.3  |
| 2022     | Philadelphia | 12 | 0  | 13.2 | .474 | .533 | .800  | 1.6 | .9  | .5 | .3 | 5.0  |
| 2023     | Philadelphia | 6  | 0  | 3.5  | .600 | .000 | 1.000 | .5  | .3  | .3 | .0 | 1.3  |
| 2024     | New York     | 4  | 0  | 5.5  | .000 | .000 | .833  | .3  | .5  | .3 | .0 | 1.3  |
| Carreira | Carreira     | 38 | 4  | 12.7 | .374 | .270 | .884  | 1.2 | 1.0 | .3 | .0 | 5.2  |

### Universidade
| Ano      | Equipe   | PJ | PT | MPJ  | AP   | 3P   | LL   | RT  | AS  | BR  | TO | PPJ  |
| -------- | -------- | -- | -- | ---- | ---- | ---- | ---- | --- | --- | --- | -- | ---- |
| 2015–16  | SMU      | 30 | 23 | 32.7 | .477 | .426 | .725 | 3.0 | 2.7 | .8  | .3 | 10.5 |
| 2016–17  | SMU      | 35 | 35 | 35.4 | .437 | .423 | .758 | 4.1 | 4.5 | 1.3 | .3 | 13.0 |
| 2017–18  | SMU      | 22 | 22 | 36.4 | .449 | .434 | .847 | 4.7 | 4.4 | 1.4 | .6 | 18.0 |
| Carreira | Carreira | 87 | 80 | 34.8 | .454 | .427 | .776 | 3.9 | 3.8 | 1.1 | .3 | 13.8 |

Fonte:

## Vida pessoal
Milton é filho de Myrion Milton, que jogou basquete universitário pelo Oklahoma Wesleyan e Texas A&M. Seu apelido, "Shake", é derivado do apelido de seu pai, "Milk". Ele também é apelidado de "Sniper Shake". Milton era calouro na Owasso High School quando seu pai faleceu.